# سس پطروسیان (فعال سیرک)
سس (ایوسیف) هراچیکی پطروسیان (ارمنی: Սոս (Իոսիֆ) Հրաչիկի Պետրոսյան زاده ۵ اکتبر ۱۹۴۸) یک کارگردان و هنرمند سیرک اهل ارمنستان است. وی از سال ۱۹۶۶ میلادی تاکنون مشغول فعالیت می‌باشد.

## زندگی‌نامه
وی در ۵ اکتبر ۱۹۴۸ در تفلیس به دنیا آمد و از آکادمی هنرهای تئاتر روسیه فارغ‌التحصیل شد. وی مدیر سیرک ایروان می‌باشد. وی همچنین برندهٔ جوایزی همچون مدال گارگین نژده، مدال طلای وزارت فرهنگ جمهوری ارمنستان، مدال یادبود نخست‌وزیر ارمنستان، مدال یابود گریگور نارکاتسی و هنرمند افتخاری فرهنگی جمهوری ارمنستان شده‌است.